# 許崑泰
許崑泰（英語：Kun-Tai Hsu，1956年—），生於台灣，台灣企業家，台北科技大學（原台北工專）電子工程科系畢業，是藍天電腦、宏匯集團、群光電子、群光百貨集團及台北雙星股份有限公司的董事長。

## 生平
1983年與工專同學一同創立群光電子，同年成立藍天電腦。
1998年成立百腦匯（Buy now），進軍中國大型電子零售通路商場。
1997年成立宏匯集團，以商業不動產為營運模式。2006年轉往飯店業與BOT案作投資。
2014年返台投資BOT案，陸續簽下新北市兩件BOT案(新莊國際創新園區 、Au捷運商城)，及台北市內湖創新園區BOT案。
2018年爭取台北雙子星標案。
2019年藍天宏匯團隊遞補台北雙子星標案最優申請人，成立台北雙星公司，並與台北市政府完成簽約，預計2026年完工。

## 台北雙星
2019年10月18日，台北市政府公告藍天宏匯團隊遞補台北雙子星標案（C1、D1土地開發案）。
2019年11月5日，藍天電腦與宏匯集團合資成立台北雙星股份有限公司，許崑泰擔任董事長。
2019年12月17日，台北市政府與台北雙星完成簽約，總工程預計民國115年完工。